# Appolonia Jagiello
Appolonia Jagiello, también conocida como Appolonia Jagiello Tochman, (1825 -1866) fue una revolucionaria y activista estadounidense de origen polaco-lituano. Es notable por su participación directa en el levantamiento de Cracovia de 1846, la revolución húngara, y por su participación tangencial en la guerra civil estadounidense.

## Biografía
Appolonia Jagiello nació en Polonia en 1825. Se desconoce gran parte de su juventud. Según una fuente, Appolonia nació en Lituania (entonces parte de la república polaco-lituana) y se educó en Cracovia. Durante el levantamiento de Cracovia de 1846, se disfrazó de hombre y se unió al ejército polaco. El levantamiento finalmente fue aplastado por los poderes combinados de Austria y Rusia, pero Jagiello pudo volver a vestirse de mujer y escapar. Jagiello se dirigió a Hungría después del conflicto y participó en la Revolución húngara de 1848, luchando nuevamente contra el Imperio austríaco. Durante el conflicto, finalmente fue ascendida a superintendente de un hospital militar en la Fortaleza de Komárno, que el ejército revolucionario había capturado. Cuando los austriacos reprimieron la revolución, Jagiello emigró a los Estados Unidos y se unió a un gran número de emigrados polacos, lituanos y húngaros que también habían huido de Europa.
Al llegar a los Estados Unidos, las hazañas de Appolonia ganaron notoriedad con la prensa estadounidense, que a veces la identificaba incorrectamente como húngara. Arrastrada por lo que una fuente describe como "fiebre húngara", la prensa embelleció algunas de las hazañas de Appolonia, un resultado que amargó a algunos de los otros emigrados húngaros. Sin embargo, cuando un inmigrante húngaro cuestionó su relato, sesenta y siete ex soldados húngaros respondieron por su relato, incluidos siete soldados que habían servido en Komárno. Siendo foco de la prensa, viajó a Washington D. C. y se reunió con el presidente Zachary Taylor y el futuro presidente, Millard Fillmore. Sin embargo, después de una gira por Nueva York y Filadelfia, los líderes de la comunidad húngara le pidieron que se retirara de la vida pública debido a la preocupación de que su fama estaba eclipsando las ideologías que la comunidad inmigrante estaba tratando de expresar al público estadounidense. Ella accedió a la solicitud y mantuvo un perfil bajo, pero siguió siendo una figura influyente en la comunidad polaco-lituana en Washington. Su atención en los medios tuvo algunos efectos en la población estadounidense; algunos (en particular, Loreta Janeta Velázquez, quien más tarde afirmaría haberse vestido de hombre para luchar en la guerra civil estadounidense) la vieron como un símbolo de la resistencia femenina durante la guerra y estaban decididos a seguir su ejemplo.
En 1851, se casó con Gaspard Tochman en Harper's Ferry, Virginia. Tochman también era un emigrado de Polonia y tenía un exitoso despacho legal en Washington D. C.. La boda de la pareja fue cubierta por la prensa estadounidense y británica. La nueva pareja era propietaria de una residencia en Alexandria, pero también pasaba un tiempo en una granja que compraron en Spotsylvania, Virginia.
Con el estallido de la guerra civil estadounidense en 1861, Gaspard, partidario de la Confederación, se fue de Virginia a Luisiana, donde esperaba reunir tropas para el ejército confederado. Appolonia, sin embargo, permaneció leal a la Unión y permaneció en Virginia, pasando de Spotsylvania a Alexandria. Alexandria había sido ocupada por el gobierno federal poco después de que comenzara la guerra; poco después de su llegada a la ciudad, Appolonia fue detenida por un preboste federal, quien sospechaba que ella era simpatizante de la Confederación. Appolonia fue liberada de la custodia federal varias semanas después de que ella afirmara su lealtad a la Unión; sin embargo, según los informes, su residencia fue saqueada, su correspondencia confiscada y ella misma fue puesta bajo vigilancia.
Appolonia murió en 1866 en Alexandria.